# Ryszard Turczyn
Ryszard Turczyn (ur. 1953 w Jarosławiu) – polski tłumacz literatury niemieckiej i niderlandzkiej

## Życiorys
W latach 1974–1980 studiował na Uniwersytecie Warszawskim filologię germańską (2 lata), a następnie lingwistykę w Instytucie Lingwistyki Stosowanej. Już w czasie studiów intensywnie zajął się przekładami z języka niemieckiego i niderlandzkiego, debiutował jako tłumacz na łamach tygodnika „Kultura” w roku 1979 i od tego czasu nieprzerwanie uprawia zawód tłumacza zarówno dzieł czysto literackich (proza, poezja, dramat), jak i pochodzących z obszaru szeroko pojętej humanistyki (filozofia, psychologia, socjologia, literaturoznawstwo, kulturoznawstwo etc.). Jest też współautorem „Słownika synonimów” (Świat Książki 1996 – wspólnie z Ewą Geller i Andrzejem Dąbrówką) oraz „Wielkiego słownika ortograficzno-fleksyjnego” (Świat Książki 2004 – wspólnie z Barbarą Janik-Płocińską i Małgorzatą Sas). W dorobku przekładowym Ryszarda Turczyna, obejmującym sto kilkadziesiąt tytułów, można znaleźć nazwiska takie jak Ilse Aichinger, Hermann Broch, Gottfried Benn, György Lukács, Jean Amery, Elfriede Jelinek czy Harry Mulisch, ale też Christiane F., Erich von Däniken, Herbert Rosendorfer, Ildiko von Kürthy czy Wladimir Kaminer. Ryszard Turczyn jest członkiem honorowym Stowarzyszenia Tłumaczy Literatury.

## Członkostwo
- Członek Stowarzyszenia Tłumaczy Polskich
- Członek honorowy Stowarzyszenia Tłumaczy Literatury

## Przekłady (wybór)

### z języka niemieckiego
- Reinhardt Verena, Trzmielowy jeździec, Znak Emotikon 2019
- ADORNO Theodor W., Zapiski o Kafce, Czytelnik 1982
- AICHINGER Ilse, Białe chryzantemy, Biuro Literackie 2013
- AMERY Jean, Poza zbrodnią i karą, Wydawnictwo Homini 2007
- BENJAMIN Walter, Teorie niemieckiego faszyzmu, PIW 1987
- BENN Gottfried, Sztuka a Trzecia Rzesza 1987
- BENN Gottfried, Świat dorycki, PIW 1987
- BROCH Hermann, Zło w systemie wartości sztuki, PIW 1987
- BROCH Hermann, James Joyce i współczesność, Czytelnik 1998
- BUCHHEIM Lothar-Guenther Buchheim, Twierdza. Cz. 1, BELLONA 2010
- BUTTLAR Jochanes von, Planeta Adama, AMBER 2008
- BUTTLAR Jochanes von, Szczelina czasu, URAEUS 1995
- DÄNIKEN Erich von, Czy się myliłem? Nowe wspomnienia z przyszłości. API-Press 1991
- DÄNIKEN Erich von, Oczy Sfinksa, PROKOP 1992.
- DÄNIKEN Erich von, Z powrotem do gwiazd, PROKOP 1992
- DÄNIKEN Erich von, Ślady istot pozaziemskich, Świat Książki 1995
- DÄNIKEN Erich von, Dzień Sądu Ostatecznego trwa od dawna, Świat Książki 1996
- DÄNIKEN Erich von, Dowody, PROKOP 1995
- ENZENSBERGER Christian, Literatura a interes, Czytelnik 1987
- ERLER Rainer, Mięso, Iskry 1990
- F[ELSCHERINOW] Christiane, My dzieci z dworca Zoo, Iskry 1987
- FIEBAG Johannes i Peter, Znaki na niebie, PROKOP 1995
- GAGELMANN Hartmut, Kaj znów się śmieje, Iskry 1988
- GEISLER Dagmar, Tajne zapiski Wandy, Nasza Księgarnia 2003
- GEISLER Dagmar, Wanda i antydziewczyńska banda, Nasza Księgarnia 2005
- GROENING Lies, Bezdźwięczny głos jednej klaszczącej dłoni, Iskry 1988
- GRUNERT James, Moje życie dla kobiet, Rekontra/WEMA 1991
- HEINRICH Willy, Steiner, BELLONA 2005
- HERMLIN Stefan, Zorza wieczorna, Czytelnik 1982
- HESSE Hermann, Interpretacje Kafki, Czytelnik 1982.
- JELINEK Elfriede, Pianistka, SIC! 1997 / WAB 2004
- KAMINER Wladimir, Muzyka wojskowa, Świat Książki 2004
- KOHOUT Pavel, Pat, czyli Królewska gra, prapremiera telewizyjna: TVP1, 1993
- KUCHLER Walter, Carving – kurs jazdy dla początkujących i dla zmieniających technikę jazdy, AlfaMedica 2002
- KÜRTHY Ildiko von, Podróż po miłość, Gruner i Jahr 2007
- KÜRTHY Ildiko von, Zawrót głowy, Gruner i Jahr 2008
- LUKÁCS György, Pisma krytyczno-literackie Georga Lukacsa 1908–1932, Instytut Kultury 1994
- MÖRIKE Eduard, Podróż Mozarta do Pragi, PIW 1979
- NIEBISCH Jackie, Szkoła wampirków: Egzamin, Egmont 2000
- NIEBISCH Jackie, Szkoła wampirków: Fałszywy wampir, Egmont 2000
- PACHL-EBERHART Barbara, Cztery minus trzy, Zwierciadło 2012
- PATTURI Felix R., Wielkie zagadki świata, Świat Książki 2000
- PIEKAŁKIEWICZ Janusz, Stalingrad. Anatomia bitwy, AWM MOREX 1995
- PIRINCCI Akif, Francis. Felidae II, Świat Książki 1997
- RAUSCHNING HERMANN, Rozmowy z Hitlerem [wspólnie z Jürgenem Henslem], Iskry 1994
- ROSENDORFER Herbert, Stefania i tamto życie, Czytelnik 1980
- ROSENDORFER Herbert, Cierpienia Ballmanna, czyli podręcznik prawa upadłościowego, Przedświt 1992
- ROSENDORFER Herbert, Listy w chińską przeszłość, PAX 2008
- RÓŻNI Tata, a Charlie powiedział..., API-Press 1991
- RÓŻNI Tata, a Marcin powiedział..., J&BF 1996
- SALVATORE Gaston, Stalin, „Literatura na Świecie” 5-6/1990, prapremiera telewizyjna: TVP 1, 1992
- SCHLÖNDORFF Volker, Światło, cień i ruch. Moje życie i moje filmy, PROPAGANDA 2009
- SCHREIBER Claudia, Rozkosze Emmy, Świat Książki 2010
- SCHULTHESS Konstanze von, Nina von Stauffenberg. Biografia, Świat Książki 2009
- SCHWARTZ Gesa, Grim. Pieczęć ognia, [wspólnie z Krzysztofem Żakiem], Jaguar 2013
- SIMON Christoph, Franz albo dlaczego antylopy zawsze biegną obok siebie, Santorski 2005
- STAFFELL Tim, Terrordrom, Bellona 2006
- TROJANOW Ilija, Kolekcjoner światów, Noir Sur Blanc 2013
- WAGNER Jan C., Księżyc z lodu, Santorski 2007
- WALLRAFF Günter, Na samym dnie, Poznańskie 1988
- WEISSENBORN Theodor, Jak na wietrze dym, Polski Instytut Wydawniczy 1989
- WELLERSHOFF Dieter, Syrena, BELLONA 2006
- WERNER Markus, Na zboczu, Polski Instytut Wydawniczy 2005
- ZORN Fritz, Mars, Przedświt 1992

### z języka niderlandzkiego
- ASPE Pieter, Kwadrat zemsty, Videograf II 2011
- ASPE Pieter, Midasowe morderstwa, Videograf II 2012
- ELSSCHOT WILLEM, Ser, PIW 2013
- ELSSCHOT WILLEM, Tankowiec, PIW 2013
- JAPIN Arthur, Casanova, Prószyński i S-ka 2006
- Van der Krap Charles Douw, Przeciw swastyce, Dolnośląskie 2011
- LANOYE Tom, Mamma Medea, premiera Teatr Polski w Poznaniu 2007
- MULISCH Harry, Odkrycie nieba, W.A.B. 2006
- PROVOOST Anne, W cieniu arki Noego, EZOP 2010
- Rousbrouck David van, Misja, miesięcznik DIALOG 2013
- VESTDIJK Simon, Lisowczyk, Twórczość 1998
- VESTDIJK Simon, Krajobraz bez słońca, Twórczość 1998
- VESTDIJK Simon, Zegarmistrz, który zniknął, PIW 1983,
- WINTER Leon de, Porsche´em do Ziemi Obiecanej, Twój Styl 2008

## Nagrody i wyróżnienia
- 1993 Nagroda Pro Helvetia
- 1995 Nagroda „Literatura na Świecie” (wspólne z Andrzejem Dąbrówką i Ewą Geller) w dziedzinie translatologia, leksykografia, komparatystyka
- 2007 Nagroda literacka ZAiKS-u za całokształt pracy translatorskiej[1]
- 2011 Nagroda im. Karla Dedeciusa
- 2014 Brązowy Medal „Zasłużony Kulturze Gloria Artis”[2]